# Теліга Яків Филимонович
Я́ків Филимо́нович Телі́га (* 1860 — † ?) — отаман станиці Ахтирської на Кубані від 1 січня 1901 року до 15 вересня 1904 року. Батько громадського діяча, бандуриста Михайла Теліги.

## Біографічні відомості
Народився 1860 року в станиці Полтавській в козацькій сім'ї.
У 1870—1873 роках навчався в Охтирській станичній школі. Після здобуття медичної освіти Яків Теліга повернувся в рідну станицю і багатьох років, зокрема і після закінчення терміну отаманства, і після встановлення Радянської влади, працював фельдшером в станиці Ахтирській.
28 травня 1884 року медичний фельдшер станиці Ахтирскої Яків Теліга одружився з дочкою урядника станиці Кримської Єфросинією Трохимівною Пібаженською.
1906 року обрано почесним доглядачем в Охтирському станичному училищі.
25 березня 1917 року Якова Телігу обрали до складу Ахтирського виконавчого комітету.
Якова Телігу розкуркулили та вислали на Соловки, все майно конфіскували.